# Districte de Saint-Amand-Montrond
El Districte de Saint-Amand-Montrond és un dels tres districtes del departament del Cher, a la regió del Centre-Vall del Loira. Té 11 cantons i 116 municipis. El cap del districte és la sotsprefectura de Saint-Amand-Montrond.

## Cantons
cantó de Charenton-du-Cher - cantó de Châteaumeillant - cantó de Châteauneuf-sur-Cher - cantó de Le Châtelet - cantó de Dun-sur-Auron - cantó de La Guerche-sur-l'Aubois - cantó de Lignières - cantó de Nérondes - cantó de Saint-Amand-Montrond - cantó de Sancoins - cantó de Saulzais-le-Potier